# Csapnivaló Awards
I Csapnivaló Awards (in ungherese: Arany Csapó) sono riconoscimenti cinematografici, assegnati in un'unica cerimonia, tenutasi il 21 gennaio 2000 a Budapest e fondata dalla rivista Csapnivaló.
Le votazioni sono avvenute attraverso un formato virtuale, ossia attraverso computer, date le differenze cronologiche tra la consegna dei premi e l'uscita dei film. L'Ungheria, infatti, è sempre tra gli ultimi Paesi ad accogliere le novità cinematografiche americane. I vincitori furono premiati con il Golden Slate ("Ciak d'oro"). 

## Categorie
I vincitori sono indicati in grassetto. Ove ricorrente e disponibile, viene indicato il titolo in lingua italiana e quello in lingua originale tra parentesi.

### Miglior film
- The Blair Witch Project (The Blair Witch Project - Il mistero della strega di Blair)
  - Cruel Intentions - Prima regola non innamorarsi (Cruel Intentions)
  - Il dolce domani (The Sweet Hereafter)

### Miglior film artistico
- - Eyes Wide Shut (Eyes Wide Shut), regia di Stanley Kubrick
  - Celebrity (Celebrity), regia di Woody Allen
  - Una storia vera (The Straight Story), regia di David Lynch

### Miglior film a basso costo
- Festen - Festa in famiglia (Dogme #1 Festen)
  - The Blair Witch Project - Il mistero della strega di Blair (The Blair Witch Project)
  - L'amante in città (The Daytrippers)

### Miglior film giovanile
- American Pie (American Pie)
  - Cruel Intentions - Prima regola non innamorarsi (Cruel Intentions)
  - Gli infiltrati (The Mod Squad)

### Miglior film horror
- The Blair Witch Project - Il mistero della strega di Blair (The Blair Witch Project)
  - Incubo finale (I Still Know What You Did Last Summer)
  - Carrie 2: la furia (The Rage: Carrie 2)

### Miglior film ungherese
- Simon mágus (Simon mágus)
  - Az alkimista és a szüz (Az alkimista és a szüz)
  - Kalózok (Kalózok)

### Film più divertente
- Lock & Stock - Pazzi scatenati (Lock, Stock and Two Smoking Barrels)
  - Happiness - Felicità (Happiness)
  - Cose molto cattive (Very Bad Things)

### Miglior attore ungherese
- Péter Andorai - Péter Andorai (Simon mágus)
  - Zoltán Rátóti - Zoltán Rátóti (Európa expressz)
  - Viktor Bodó - Kalózok  (Kalózok )

### Miglior attore protagonista
- - Keanu Reeves - Matrix (The Matrix)
  - Hugh Grant - Notting Hill (Notting Hill)
  - Ryan Phillippe - Studio 54 (54)

### Migliore attrice ungherese
- Gabriella Gubás - Kalózok (Kalózok)
  - Eszter Ónodi - Az alkimista és a szüz (Az alkimista és a szüz)
  - Kata Dobó - Európa expressz (Európa expressz)

### Migliore attrice protagonista
- - Carrie-Anne Moss - Matrix (The Matrix)
  - Sarah Michelle Gellar - Cruel Intentions - Prima regola non innamorarsi (Cruel Intentions)
  - Anne Heche - Il tempo di decidere (Return to Paradise)

### Miglior interpretazione maschile
- Christian Slater - Cose molto cattive (Very Bad Things)
  - Mike Myers - Studio 54 (54)
  - Joaquin Phoenix - Il tempo di decidere (Return to Paradise)

### Miglior interpretazione femminile
- Pam Grier - Jackie Brown (Jackie Brown)
  - Julia Roberts - Se scappi ti sposo (Runaway Bride)
  - Natalie Portman - Star Wars: Episodio I - La minaccia fantasma (Star Wars: Episode I - The Phantom Menace:)

### Migliore sceneggiatura
- Quentin Tarantino - Jackie Brown (Jackie Brown)
  - George Lucas - Star Wars: Episodio I - La minaccia fantasma (Star Wars: Episode I - The Phantom Menace:)
  - Daniel Myrick, Eduardo Sánchez - The Blair Witch Project - Il mistero della strega di Blair (The Blair Witch Project)

### Migliore fotografia
- Paul Sarossy - Il dolce domani (The Sweet Hereafter)
  - Sven Nykvist - Celebrity (Celebrity)
  - Stuart Dryburgh - Se scappi ti sposo (Runaway Bride)

### Miglior colonna sonora
- Taxxi (Taxi)
  - Cruel Intentions - Prima regola non innamorarsi (Cruel Intentions)
  - Gli infiltrati (The Mod Squad)

### Migliori effetti speciali
- Matrix (The Matrix)
  - Star Wars: Episodio I - La minaccia fantasma (Star Wars: Episode I - The Phantom Menace)
  - Agente 007 - Il mondo non basta (The World Is Not Enough)

### Miglior musica originale
- Ed Shearmur - Cruel Intentions - Prima regola non innamorarsi (Cruel Intentions)
  - John Williams - Star Wars: Episodio I - La minaccia fantasma (Star Wars: Episode I - The Phantom Menace)
  - Mychael Danna - Il dolce domani (The Sweet Hereafter)

### Peggior film
- Vi presento Joe Black (Meet Joe Black)
  - Instinct - Istinto primordiale (Instinct)
  - La mummia (The Mummy)